# Neuenkirchen (Dithmarschen)

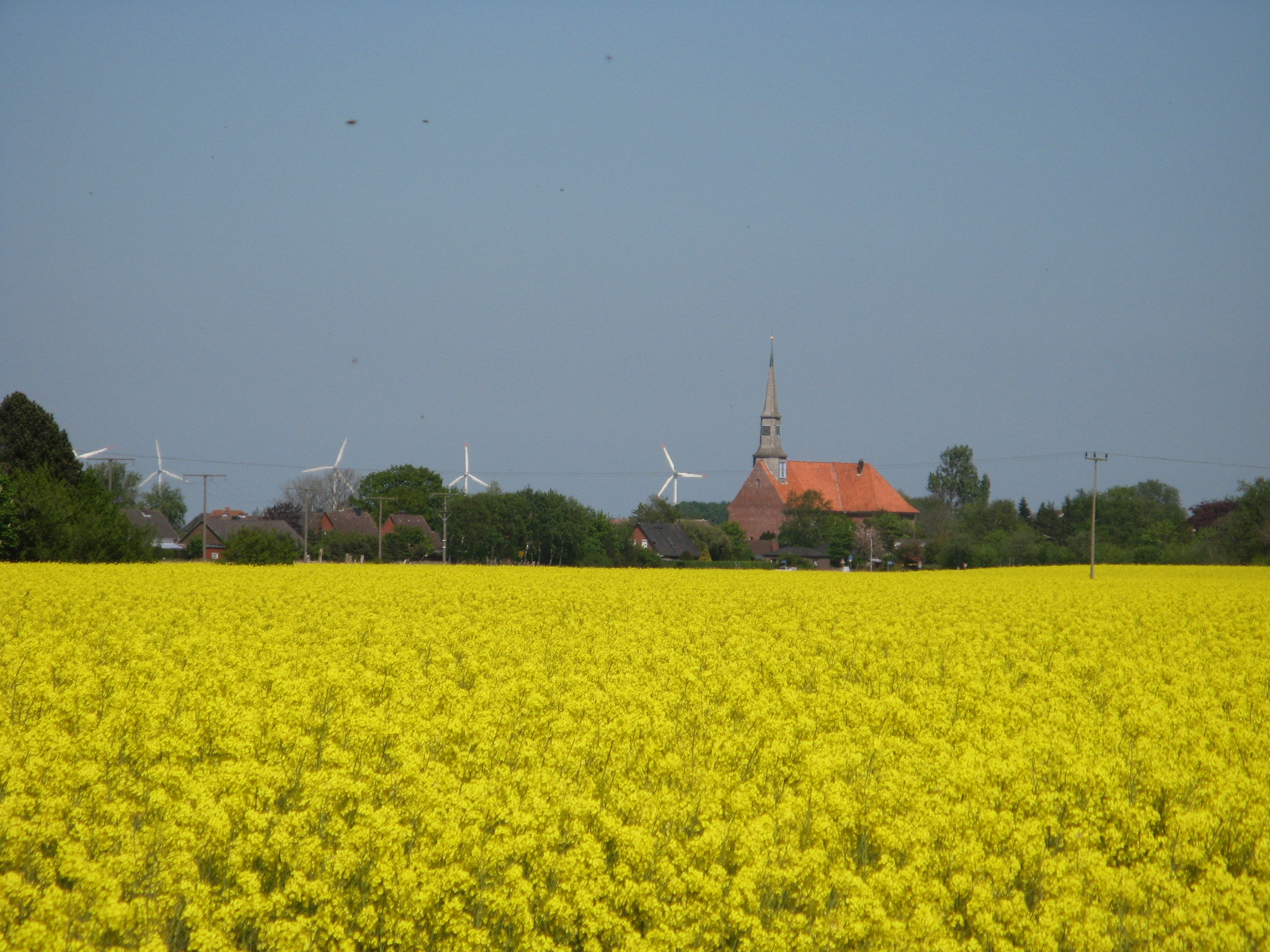
Skyline Neuenkirchen

Neuenkirchen ist eine Gemeinde im Kreis Dithmarschen in Schleswig-Holstein. Neuenkirchen, Böddinghusen, Blankenmoor, Haferwisch, Heuwisch, Sommerhusen, Tödienwisch und Tiebensee liegen im Gemeindegebiet.

## Geografie

### Lage
Das Reihendorf liegt zwischen den beiden Städten Heide und Wesselburen. Neuenkirchen ist stark agrarisch geprägt. Das Dorf verläuft quer zu den lockeren Siedlungsbereichen Haferwisch und Tödienwisch im Westen und Sommerhusen, Blankenmoor und Tiebensee im Süden. In der Gemarkung befindet sich mit dem Weißen Moor das letzte Hochmoor in der Schleswig-Holsteiner Marsch.

### Nachbargemeinden
Nachbargemeinden sind im Uhrzeigersinn im Norden beginnend die Gemeinden Strübbel, Hemme, Stelle-Wittenwurth, Weddingstedt, Wesseln, die Kreisstadt Heide, Norderwöhrden, Oesterwurth und Schülp (alle im Kreis Dithmarschen).

## Geschichte
Die Kirche in Neuenkirchen wurde 1323 erstmals urkundlich erwähnt. Sie wurde von den Dithmarscher Siedlungsgeschlechter der Hödienmannen und der Tödienmannen dem heiligen Jakobus dem Älteren zu Ehren gegründet. Es war eine Ausgründung aus dem älteren Kirchspiel Wesselburen und wurde Anfang des 14. Jahrhunderts selbständiges Kirchspiel. Damit war zugleich der mittelalterliche Landesausbau in das vermoorte Sietland abgeschlossen, der nach der Eindeichung der Dithmarscher Nordermarsch im 12. Jahrhundert begonnen hatte. Abbild dieses Landesausbaus sind die Geschlechtersiedlungen, lang gezogene Hofwurthenketten in der Dithmarscher Nordermarsch. Im Umkreis von Neuenkirchen finden sich neben mittelalterlichen Hofwurthen auch Wurthen des 2. bis 4. Jahrhunderts n. Chr., wie Ausgrabungen in Haferwisch dokumentierten.
Am 1. April 1934 wurde die Kirchspielslandgemeinde Neuenkirchen aufgelöst. Ihr Gebiet wurde in die Gemeinde Neuenkirchen überführt.

## Politik

### Gemeindevertretung
Bei der Kommunalwahl am 14. Mai 2023 wurden insgesamt elf Sitze vergeben. Von diesen erhielt der Wählerblock Neuenkirchen und die Bürgerliche Wählervereinigung Neuenkirchen vier Sitze und die SPD drei Sitze.

### Wappen
Blasonierung: „Über grünem Schildfuß, darin ein silbernes Wollgras, in Gold die rote Neuenkirchener Kirche.“
In den Jahren 1704 und 1729 brannte das Kirchenbauwerk völlig nieder. Die wechselvolle Geschichte, aber auch die Ableitung des Ortsnamens (Neuenkirchen = zur neuen Kirche) hat dazu geführt, die Kirche als Hauptfigur im Gemeindewappen aufzunehmen. Das Wollgras im Schildfuß weist auf das „Weiße Moor“ hin, ein in dieser Landschaft seltenes ausgedehntes Hochmoor, das zum überwiegenden Teil im Gemeindegebiet von Neuenkirchen liegt.

## Sehenswürdigkeiten
Die im 14. Jahrhundert errichtete St.-Jacobi-Kirche gehört zu den ältesten Kulturdenkmälern Dithmarschens. Nachdem sie niederbrannte, sind von der ursprünglichen Kirche allerdings nur noch die Mauern vorhanden, die beim Bau eines neuen Gebäudes 1730 benutzt wurden.
Die Inneneinrichtung stammt vor allem aus der Zeit nach der Neuerrichtung der Kirche in ihrer heutigen Gestalt durch den Baumeister Johann Georg Schott. Die Taufe stammt von 1710, den Altar schnitzte 1730 der Wesselburener Schnitzer A. H. Burmeister, die Orgel aus dieser Zeit stammt vom Orgelbauer Johann Hinrich Klapmeyer (1738). Die an der Kirche wachsende Mauerraute ist ein in dieser Gegend sehr seltener Farn.

## Wirtschaft und Infrastruktur
Landwirtschaft und erneuerbare Energien prägen die Gemeinde. Auf den mittelschweren Marschböden werden vor allem Weizen, Raps, Kohl, Mais und Kartoffeln angebaut. Im Jahr 2015 wurde der Bürgerwindpark mit insgesamt zwölf Windkraftanlagen fertiggestellt.
In der Gemeinde gibt es einen Kindergarten und eine Grundschule. Auch eine Arztpraxis wird von Wöhrden aus betrieben.

## Kultur
Ein vielseitiger Sportverein ist auf den zwei Fußballplätzen der Gemeinde und in der Sporthalle der Grundschule aktiv.
Im Ortsteil Tiebensee gibt es eine Disko, die unter den Jugendlichen der Umgebung eine große Anziehungskraft besitzt, und so das Zentrum der Unterhaltungsindustrie im Ort darstellt.

## Söhne und Töchter der Gemeinde
- Matthias Andreas Alardus (1715–1772), Diplomat, Freimaurer und Autor
- Peter Dohrn (1880–1967), deutscher Politiker (CDU), MdL (Schleswig-Holstein), Landrat von Norderdithmarschen
- Theodor Arps (1884–1947), deutscher Marineoffizier, Vizeadmiral im Zweiten Weltkrieg, Richter am Reichskriegsgericht
- Claudius Gosau (1892–1944), Widerstandskämpfer gegen den Nationalsozialismus
- Christian Heuck (1892–1934), deutscher Politiker (KPD), Reichstagsabgeordneter von 1930 bis 1933
- Walther Burmeister (1924–2009), Pädiater und Hochschullehrer
- Rainer Trampert (* 1946), Publizist, Bundesvorstandssprecher der Grünen von 1982 bis 1987

## Verkehr
Der Haltepunkt Tiebensee, der sich auf Gemeindegebiet befindet, liegt an der Bahnstrecke Heide–Büsum. Es verkehrt die RB 63 von Neumünster nach Büsum.